# Truncatoflabellum irregulare
Truncatoflabellum irregulare är en korallart som först beskrevs av Semper 1872.  Truncatoflabellum irregulare ingår i släktet Truncatoflabellum och familjen Flabellidae. Inga underarter finns listade i Catalogue of Life.